# Garcinia chapelieri
Garcinia chapelieri är en tvåhjärtbladig växtart som först beskrevs av Jules Émile Planchon och Triana, och fick sitt nu gällande namn av Joseph Marie Henry Alfred Perrier de la Bâthie. Garcinia chapelieri ingår i släktet Garcinia och familjen Clusiaceae. Inga underarter finns listade i Catalogue of Life.